# 四川钻螺
四川钻螺（学名：Opeas setchuanense）为钻头螺科钻螺属的动物，是中国的特有物种。分布于四川、长江流域一带等地，生活环境为陆地，多栖息于农田、住宅、公园、寺庙附近潮湿的草丛、瓦砾堆中、公园花卉、杂草根部以及多腐殖质的地方。